# Tartrate disodique
Le tartrate disodique ou tartrate de sodium est le sel de sodium de l'acide tartrique de formule chimique C4H4Na2O6. Cet additif est utilisé comme émulsifiant et liant dans les produits alimentaires sous le numéro E335.
Grâce à sa structure cristalline qui possède la particularité de pouvoir capturer une quantité très précise d'eau, c'est aussi un étalon primaire utilisé dans le titrage de Karl Fischer, une technique courante pour doser la teneur d'un échantillon en eau.